# Virgínia de Mèdici
Virgínia de Mèdici (Florència, Ducat de Florència 1568 - Mòdena, Ducat de Mòdena 1615) fou una princesa florentina que va esdevenir duquessa consort de Mòdena.

## Orígens familiars
Va néixer el 29 de maig de 1568 a la ciutat de Florència, capital del Ducat de Florència, sent filla del duc Cosme I de Mèdici i Camilla Martelli. Fou neta per línia paterna de Giovanni dalle Bande Nere i Maria Salviati. Fou germana, per part de pare, dels ducs Francesc I i Ferran I de Mèdici, i de Lucrècia de Mèdici, casada amb Alfons II d'Este.

## Núpcies i descendents
Es casà el 6 de febrer de 1586 amb el futur duc Cèsar I d'Este, fill del duc Alfons d'Este i Juliana della Rovere. D'aquesta unió nasqueren:
- Júlia d'Este (1588-1645)
- Alfons III d'Este (1591-1644), duc de Mòdena
- Lluís d'Este (1594-1664), senyor de Montecchio i Scandiano
- Laura d'Este (1594-1630)
- Caterina d'Este (1595-1618)
- Hipòlit d'Este (1599-1647)
- Nicolau d'Este (1601-1640)
- Borso d'Este (1605-1657)
- Foresto d'Este (1606-1640)
- Àngela Caterina d'Este (?-1651), religiosa

Virgínia de Mèdici morí el 15 de gener de 1615 a la ciutat de Mòdena, a conseqüència d'una malaltia mental.